# Raman Parimala

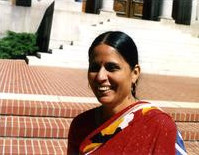
Raman Parimala

Raman Parimala (* 1948) ist eine indische Mathematikerin, die sich mit Algebra und algebraischer Geometrie beschäftigt.

## Leben
Parimala ging in Chennai zur Schule und studierte am Stella Maris College der University of Madras (Bachelor-Abschluss 1968, Master-Abschluss 1970) und an der University of Mumbai, wo sie 1976 bei R. Sridharan vom Tata Institute of Fundamental Research promovierte. Danach war sie lange Jahre Professorin am Tata Institute. Seit 2005 ist sie Asa Griggs Candler-Professorin an der Emory University in Atlanta. Sie war unter anderem Gastwissenschaftlerin an der ETH Zürich, der Universität Lausanne, der University of California, Berkeley, der University of Chicago, der Ohio State University und der Universität Paris in Orsay. 2006 war sie Emmy-Noether-Gastprofessorin an der Universität Göttingen.
Parimala befasst sich mit algebraischen Gruppen, quadratischen Formen und Galoiskohomologie. Sie gab 1983 das erste Beispiel eines nichttrivialen quadratischen Raumes über der affinen Ebene. Mit Max-Albert Knus, Manuel Ojanguren und Sridharan untersuchte sie dann quadratische Räume niedrigen Rangs in der algebraischen Geometrie, die zur Lösung (mit Knus, Sridharan) eines Problems von Abraham Adrian Albert aus den 1930er Jahren über Bedingungen für die Zerlegbarkeit von Involutionen in zentralen Divisionsalgebren führte. Sie führten dabei eine neue Invariante (Pfaffsche Diskriminante der Involution) ein und bewiesen die Zerlegbarkeit, falls diese Invariante verschwindet.
Parimala löste oder beförderte auch einige andere teilweise lange offene Vermutungen. So bewies sie 2007 mit V. Suresh, dass die μ-Invariante (die maximale Dimension einer anisotropen quadratischen Form über dem Körper) des rationalen Funktionenkörpers einer algebraischen Kurve über den p-adischen Zahlen kleiner oder gleich 10 ist. Dass diese Invariante endlich und gleich 8 ist, war schon in den 1950er Jahren vermutet worden. 1995 bewies sie mit Eva Bayer-Fluckiger eine Vermutung von Serre (Vermutung 2) von 1962 zur Galoiskohomologie algebraischer Gruppen für einige klassische Gruppen.
Sie war Invited Speaker auf dem ICM 1994 in Zürich (Study of quadratic forms—some connections with geometry) und wurde für den ICM 2010 in Hyderabad zu einem Plenarvortrag eingeladen (Arithmetic of linear algebraic groups over two dimensional fields). 
Zu ihren Doktoranden zählt Sujatha Ramdorai.

## Ehrungen (Auswahl)
1987 erhielt sie den Shanti-Swarup-Bhatnagar-Preis und 2003 den Srinivasan Ramanujan Birth Centenary Award. 1999 wurde sie Ehrendoktor der Universität Lausanne. 2005 erhielt sie den Mathematik-Preis der Academy of Sciences of the Developing World für ihre Arbeiten über das „quadratische Analogon der Serre Vermutung, die Trivialität von homogenen Räumen klassischer Gruppen über Körpern der kohomologischen Dimension 2 und die μ-Invariante p-adischer Funktionenkörper“. 2013 hielt sie die Noether Lecture.

## Mitgliedschaften (Auswahl)
Raman Parimala ist seit 1988 Fellow der Indian Academy of Sciences (IAS) und seit 1990 gewähltes Mitglied der Indian National Science Academy (INSA). Außerdem ist sie Fellow der American Mathematical Society.

## Schriften
- mit V. Suresh: The {\displaystyle u}-invariant of the function fields of {\displaystyle p}-adic curves. In: Annals of Mathematics. Serie 2, Band 172, Nr. 2, 2010, S. 1391–1405, JSTOR:29764641.
- mit Eva Bayer-Fluckiger: Classical groups and the Hasse principle. In: Annals of Mathematics. Serie 2, Band 147, Nr. 3, 1998, S. 651–693, doi:10.2307/120961.
- mit Eva Bayer-Fluckiger: Galois cohomology of the classical groups over fields of cohomological dimension {\displaystyle \leqq } 2. In: Inventiones Mathematicae. Band 122, 1995, S. 195–229.
- Quadratic spaces over polynomial extensions of regular rings of dimension 2. In: Mathematische Annalen. Band 261, Nr. 3, 1982, S. 287–292, doi:10.1007/BF01455449.
- Failure of a quadratic analogue of Serre’s conjecture. In: Bulletin of the American Mathematical Society. Band 82, Nr. 6, 1976, S. 962–964, doi:10.1090/S0002-9904-1976-14234-6.